# Cyril Ring
Cyril Ring (* 5. Dezember 1892 in Massachusetts; † 17. Juli 1967 in  Hollywood, Kalifornien) war ein US-amerikanischer Schauspieler.

## Leben
Cyril Ring begann seine Karriere am Theater, als 19-Jähriger hatte er seinen ersten Broadway-Auftritt. 1921 kam er erstmals in einem Film zum Einsatz. In den darauffolgenden 30 Jahren war er mit mehr als 400 weiteren Filmauftritten ein vielbeschäftigter Schauspieler. In der Stummfilmzeit und im frühen Tonfilm gelangte Ring in Filmen wie News Parade oder The Cocoanuts noch zu etwas größeren Nebenrollen. Im späteren Verlauf seiner Zeit beim Film war er hingegen hauptsächlich auf kleine und üblicherweise im Abspann ungenannte Nebenrollen beschränkt.
Er war der Bruder der Schauspielerin Blanche Ring (1877–1961). Zwischen 1916 und 1922 war er mit der Broadway-Darstellerin Charlotte Greenwood (1890–1977) verheiratet.

## Filmografie
- 1921: The Conquest of Canaan
- 1922: Divorce Coupons
- 1922: Back Home and Broke
- 1923: Chinquita, seine mexikanische Braut (The Ne’er-Do-Well)
- 1923: The Exciters
- 1923: Homeward Bound
- 1924: Pied Piper Malone
- 1924: The Breaking Point
- 1924: The Guilty One
- 1924: Hit and Run
- 1924: In Hollywood with Potash and Perlmutter
- 1924: Tongues of Flame
- 1926: Eheketten (Mismates)
- 1928: News Parade
- 1929: The Cocoanuts
- 1930: The Social Lion
- 1930: Top Speed
- 1931: Millie
- 1931: Don’t Bet on Women
- 1931: Die Marx Brothers auf See (Monkey Business)
- 1932: Union Depot
- 1932: Business and Pleasure
- 1932: It’s Tough to Be Famous
- 1932: The Dark Horse
- 1932: Einsame Herzen (The Purchase Price)
- 1932: Teufelsflieger (Sky Devils)
- 1932: Two Lips and Juleps
- 1932: Madison Sq. Garden
- 1932: The Sport Parade
- 1932: Secrets of the French Police
- 1932: The Half Naked Truth
- 1933: Panik im Zoo (Murders in the Zoo)
- 1933: Hotel International (International House)
- 1933: Emergency Call
- 1933: A Shriek in the Night
- 1933: The Barber Shop
- 1933: Quiet Please!
- 1933: Neighbors’ Wives
- 1933: Too Much Harmony
- 1933: Tillie and Gus
- 1933: Meet the Baron
- 1934: Dark Hazard
- 1934: No More Bridge!
- 1934: Sisters Under the Skin
- 1934: The Most Precious Thing in Life
- 1934: Hollywood Hoodlum
- 1934: Call It Luck
- 1934: Behold My Wife
- 1935: Das Mädchen, das den Lord nicht wollte (The Gilded Lily)
- 1935: Goin’ to Town
- 1935: Hooray for Love
- 1935: Love Me Forever
- 1935: Der Mann für Mord (The Murder Man)
- 1935: Don’t Bet on Blondes
- 1935: Der Mann, der die Bank von Monte Carlo sprengte (The Man Who Broke the Bank at Monte Carlo)
- 1935: Mädchen in Shanghai (Shanghai)
- 1935: Das Schiff des Satans (Dante’s Inferno)
- 1935: Diamanten-Jim (Diamond Jim)
- 1935: 3x läuten… 1x Liebe (Page Miss Glory)
- 1935: Two-Fisted
- 1935: It’s in the Air
- 1935: Spione küßt man nicht (Rendezvous)
- 1935: The Pay-Off
- 1935: Man of Iron
- 1935: Dangerous
- 1935: Hitch Hike Lady
- 1936: Song and Dance Man
- 1936: Everybody’s Old Man
- 1936: Colleen
- 1936: Gentle Julia
- 1936: Palm Springs
- 1936: Poppy
- 1936: The Border Patrolman
- 1936: Auf in den Westen (Go West Young Man)
- 1936: A Son Comes Home
- 1936: Charlie Chan beim Pferderennen (Charlie Chan at the Race Track)
- 1936: Wedding Present
- 1936: Liebe mit 100 PS (Love on the Run)
- 1936: Polo Joe
- 1936: More Than a Secretary
- 1936: Give Me Liberty
- 1936: Dünner Mann, 2. Fall (After the Thin Man)
- 1937: Fluß der Wahrheit (God’s Country and the Woman)
- 1937: Criminal Lawyer
- 1937: Time Out for Romance
- 1937: When You’re in Love
- 1937: Horoskope lügen nicht (When’s Your Birthday?)
- 1937: A Family Affair
- 1937: Kein Platz für Eltern (Make Way for Tomorrow)
- 1937: A Doctor’s Diary
- 1937: There Goes My Girl
- 1937: Swing High, Swing Low
- 1937: It May Happen to You
- 1937: Slim
- 1937: Topper – Das blonde Gespenst (Topper)
- 1937: The Life of the Party
- 1937: It Happened in Hollywood
- 1937: The Women Men Marry
- 1937: That Certain Woman
- 1937: Charlie Chan am Broadway (Charlie Chan on Broadway)
- 1937: Blossoms on Broadway
- 1937: Denen ist nichts heilig (Nothing Sacred)
- 1937: She Married an Artist
- 1937: Frisco-Express (Wells Fargo)
- 1938: City Girl
- 1938: Love Is a Headache
- 1938: Little Miss Roughneck
- 1938: Gefährliche Mitwisser (Dangerous to Know)
- 1938: The First Hundred Years
- 1938: Goodbye Broadway
- 1938: Joy of Living
- 1938: Der Testpilot (Test Pilot)
- 1938: Hollywood Handicap
- 1938: Brennendes Feuer der Leidenschaft (The Shining Hour)
- 1938: Die Klotzköpfe (Block-Heads)
- 1938: Im Namen des Gesetzes (I Am the Law)
- 1938: Three Loves Has Nancy
- 1938: Zu heiß zum Anfassen (Too Hot to Handle)
- 1938: The Spider’s Web
- 1938: Dr. Kildare: Sein erster Fall (Young Dr. Kildare)
- 1938: The Shining Hour
- 1938: Sharpshooters
- 1938: Gambling Ship
- 1938: Sweethearts
- 1938: Trade Winds
- 1939: Zum Verbrecher verurteilt (They Made Me a Criminal)
- 1939: North of Shanghai
- 1939: Ein ideales Paar (Made for Each Other)
- 1939: Rivalen (Let Freedom Ring)
- 1939: Mystery Plane
- 1939: The Adventures of Jane Arden
- 1939: First Offenders
- 1939: Zenobia, der Jahrmarktselefant (Zenobia)
- 1939: Union Pacific
- 1939: The Rookie Cop
- 1939: Man of Conquest
- 1939: Rache für Alamo (Man of Conquest)
- 1939: Lucky Night
- 1939: Mandrake the Magician
- 1939: Invitation to Happiness
- 1939: Premiere in Hollywood
- 1939: Winter Carnival
- 1939: Miracles for Sale
- 1939: Our Leading Citizen
- 1939: Golden Boy
- 1939: Erpressung (Blackmail)
- 1939: Musik ist unsere Welt (Babes in Arms)
- 1939: Geheimagenten (Espionage Agent)
- 1939: Damals in Hollywood (Hollywood Cavalcade)
- 1939: Die wilden Zwanziger (The Roaring Twenties)
- 1939: Day-Time Wife
- 1939: Private Detective
- 1939: Remember?
- 1939: The Light That Failed
- 1940: The Bride Wore Crutches
- 1940: Mexican Spitfire
- 1940: The Man Who Wouldn’t Talk
- 1940: I Take This Woman
- 1940: Broadway Melodie 1940 (Broadway Melody of 1940)
- 1940: The House Across the Bay
- 1940: Der Weg nach Singapur (Road to Singapore)
- 1940: Two Girls on Broadway
- 1940: Irene
- 1940: Meine Lieblingsfrau (My Favorite Wife)
- 1940: Der große Edison (Edison, the Man)
- 1940: Girl in 313
- 1940: Sailor’s Lady
- 1940: Sporting Blood
- 1940: Those Were the Days!
- 1940: The Boys from Syracuse
- 1940: The Golden Fleecing
- 1940: Rhythm on the River
- 1940: Keine Zeit für Komödie (No Time for Comedy)
- 1940: The Leather Pushers
- 1940: Hired Wife
- 1940: Sky Murder
- 1940: Dulcy
- 1940: Third Finger, Left Hand
- 1940: Der große Diktator (The Great Dictator)
- 1940: Weihnachten im Juli (Christmas in July)
- 1940: Die scharlachroten Reiter (North West Mounted Police)
- 1940: One Night in the Tropics
- 1940: Little Nellie Kelly
- 1940: Charter Pilot
- 1940: No, No, Nanette
- 1940: Michael Shayne: Private Detective
- 1941: The Wild Man of Borneo
- 1941: Life with Henry
- 1941: Ride, Kelly, Ride
- 1941: Die Falschspielerin (The Lady Eve)
- 1941: A Girl, a Guy, and a Gob
- 1941: The Man Who Lost Himself
- 1941: Hier ist John Doe (Meet John Doe)
- 1941: Vertauschtes Glück (The Great Lie)
- 1941: For Beauty’s Sake
- 1941: Blondie in Society
- 1941: San Antonio Rose
- 1941: Accent on Love
- 1941: Our Wife
- 1941: Ice-Capades
- 1941: Lady Be Good
- 1941: Harmon of Michigan
- 1941: Reich wirst du nie (You’ll Never Get Rich)
- 1941: Laurel und Hardy: Schrecken der Kompanie (Great Guns)
- 1941: Three Girls About Town
- 1941: Public Enemies
- 1941: New York Town
- 1941: Birth of the Blues
- 1941: I Wake Up Screaming
- 1941: Blues in the Night
- 1941: Marry the Boss’s Daughter
- 1941: Die Frau mit den zwei Gesichtern (Two-Faced Woman)
- 1941: Agenten der Nacht (All Through the Night)
- 1941: Sullivans Reisen (Sullivan’s Travels)
- 1941: Steel Against the Sky
- 1941: Louisiana Purchase
- 1941: Die Frau, von der man spricht (Woman of the Year)
- 1941: Blues in the Night
- 1942: Brooklyn Orchid
- 1942: Sleepytime Gal
- 1942: Yokel Boy
- 1942: Secret Agent of Japan
- 1942: Saboteure (Saboteur)
- 1942: Schatten am Fenster (Fingers at the Window)
- 1942: Hello, Annapolis
- 1942: Home in Wyomin’
- 1942: Die Königin vom Broadway (My Gal Sal)
- 1942: Dr. Broadway
- 1942: Die Narbenhand (This Gun for Hire)
- 1942: My Favorite Spy
- 1942: Maisie Gets Her Man
- 1942: The Magnificent Dope
- 1942: Der große Wurf (The Pride of the Yankees)
- 1942: Joan of Ozark
- 1942: Priorities on Parade
- 1942: Musik, Musik (Holiday Inn)
- 1942: Sechs Schicksale (Tales of Manhattan)
- 1942: Sabotage Squad
- 1942: Lucky Legs
- 1942: Der gläserne Schlüssel (The Glass Key)
- 1942: Army Surgeon
- 1942: Die Flotte bricht durch (The Navy Comes Through)
- 1942: Meine Frau, die Hexe (I Married a Witch)
- 1942: Boston Blackie Goes Hollywood
- 1942: Life Begins at Eight-Thirty
- 1942: A Night to Remember
- 1942: Pittsburgh
- 1942: Ice-Capades Revue
- 1942: Over My Dead Body
- 1942: The McGuerins from Brooklyn
- 1942: Silver Queen
- 1943: Happy Go Lucky
- 1943: Margin for Error
- 1943: You Can’t Beat the Law
- 1943: The Amazing Mrs. Holliday
- 1943: Two Weeks to Live
- 1943: Dixie Dugan
- 1943: She Has What It Takes
- 1943: Good Morning, Judge
- 1943: A Stranger in Town
- 1943: Ohne Rücksicht auf Verluste (Bombardier)
- 1943: Mr. Lucky
- 1943: Du Barry Was a Lady
- 1943: Dixie
- 1943: Hers to Hold
- 1943: Let’s Face It
- 1943: The Fallen Sparrow
- 1943: The Seventh Victim
- 1943: Melody Parade
- 1943: So This Is Washington
- 1943: Der Sheriff von Kansas (The Kansan)
- 1943: Sweet Rosie O’Grady
- 1943: The Iron Major
- 1943: Swing Fever
- 1943: Mystery of the 13th Guest
- 1943: Government Girl
- 1943: The Mad Ghoul
- 1943: The Texas Kid
- 1943: Higher and Higher
- 1943: Liebesleid (The Constant Nymph)
- 1944: Henry Aldrich, Boy Scout
- 1944: Alarm im Pazifik (The Fighting Seabees)
- 1944: Zeuge gesucht (Phantom Lady)
- 1944: Shine On, Harvest Moon
- 1944: My Best Gal
- 1944: Hot Rhythm
- 1944: Follow the Boys
- 1944: Pinky und Curly
- 1944: Das Leben der Mrs. Skeffington (Mr. Skeffington)
- 1944: Ghost Catchers
- 1944: Secret Command
- 1944: The Merry Monahans
- 1944: Laura
- 1944: Here Come the Waves
- 1945: The Man in Half Moon Street
- 1945: Eine Frau mit Unternehmungsgeist (Roughly Speaking)
- 1945: Frisco Sal
- 1945: See My Lawyer
- 1945: Oh, Susanne! (The Affairs of Susan)
- 1945: I’ll Remember April
- 1945: Having Wonderful Crime
- 1945: Hollywood and Vine
- 1945: Diamond Horseshoe
- 1945: Where Do We Go from Here?
- 1945: Blonde Ransom
- 1945: The Naughty Nineties
- 1945: On Stage Everybody
- 1945: The Cheaters
- 1945: Incendiary Blonde
- 1945: Swingin’ on a Rainbow
- 1945: Beware of Redheads
- 1945: Duffy’s Tavern
- 1945: Senorita from the West
- 1946: In Ketten um Kap Horn (Two Years Before the Mast)
- 1946: Girl on the Spot
- 1946: Miss Susie Slagle’s
- 1946: Our Hearts Were Growing Up
- 1946: Tag und Nacht denk’ ich an Dich (Night and Day)
- 1946: Die seltsame Liebe der Martha Ivers (The Strange Love of Martha Ivers)
- 1946: Eine Lady für den Gangster (Nobody Lives Forever)
- 1947: Do or Diet
- 1947: Hollywood Barn Dance
- 1947: Jagd nach Millionen (Body and Soul)
- 1947: The Hal Roach Comedy Carnival
- 1947: The Fabulous Joe
- 1947: Fremde Stadt (Magic Town)
- 1947: The Flame
- 1948: Der Schrecken von Texas (Return of the Bad Men)
- 1948: Der Mann mit der Narbe (Hollow Triumph)
- 1948: Der Pantoffelheld (An Innocent Affair)
- 1949: Red, Hot and Blue
- 1951: Ausgezählt  (Iron Man)